# Домінік Затор
Домінік Затор (англ. Dominick Zator, нар. 18 вересня 1994, Калгарі) — канадський футболіст, захисник польського клубу «Корона» (Кельці) та національної збірної Канади. Виступав також за низку канадських і закордонних клубів.

## Клубна кар'єра
Домінік Затор народився 1994 року в місті Калгарі. Займався в юнацькій команді футбольного клубу «Кал-Глен», під час навчання в університеті грав за університетській команді «Калгарі Дінос». У 2015 році дебютував у команді «Калгарі Футгіллс», в якій за рік провів 22 матчі чемпіонату. У 2017 році Затор грав у другій команді клубу Major League Soccer «Ванкувер Вайткепс», проте вже наступного року повернувся до «Калгарі Футгіллс».
У 2019 році футболіст став гравцем клубу один сезон захищав кольори клубу «Кавалрі», в якому грав до кінця 2020 року. На початку 2021 року Затор перейшов до команди «Йорк Юнайтед», і відразу на правах оренди канадський захисник перейшов до шведського клубу Супереттан «Васалундс ІФ», проте за півроку футболіст повернувся до «Йорк Юнайтед». З 2023 року Затор грає у складі польського клубу «Корона» (Кельці).

## Виступи за збірну
У 2023 році Домінік Затор дебютував у складі національної збірної Канади. У складі збірної був учасником розіграшу Золотого кубка КОНКАКАФ 2023 року у США та Канаді. Станом на початок 2025 року зіграв у складі збірної 3 матчі, в яких забитими м'ячами не відзначився.